# SMBCコンシューマーファイナンス

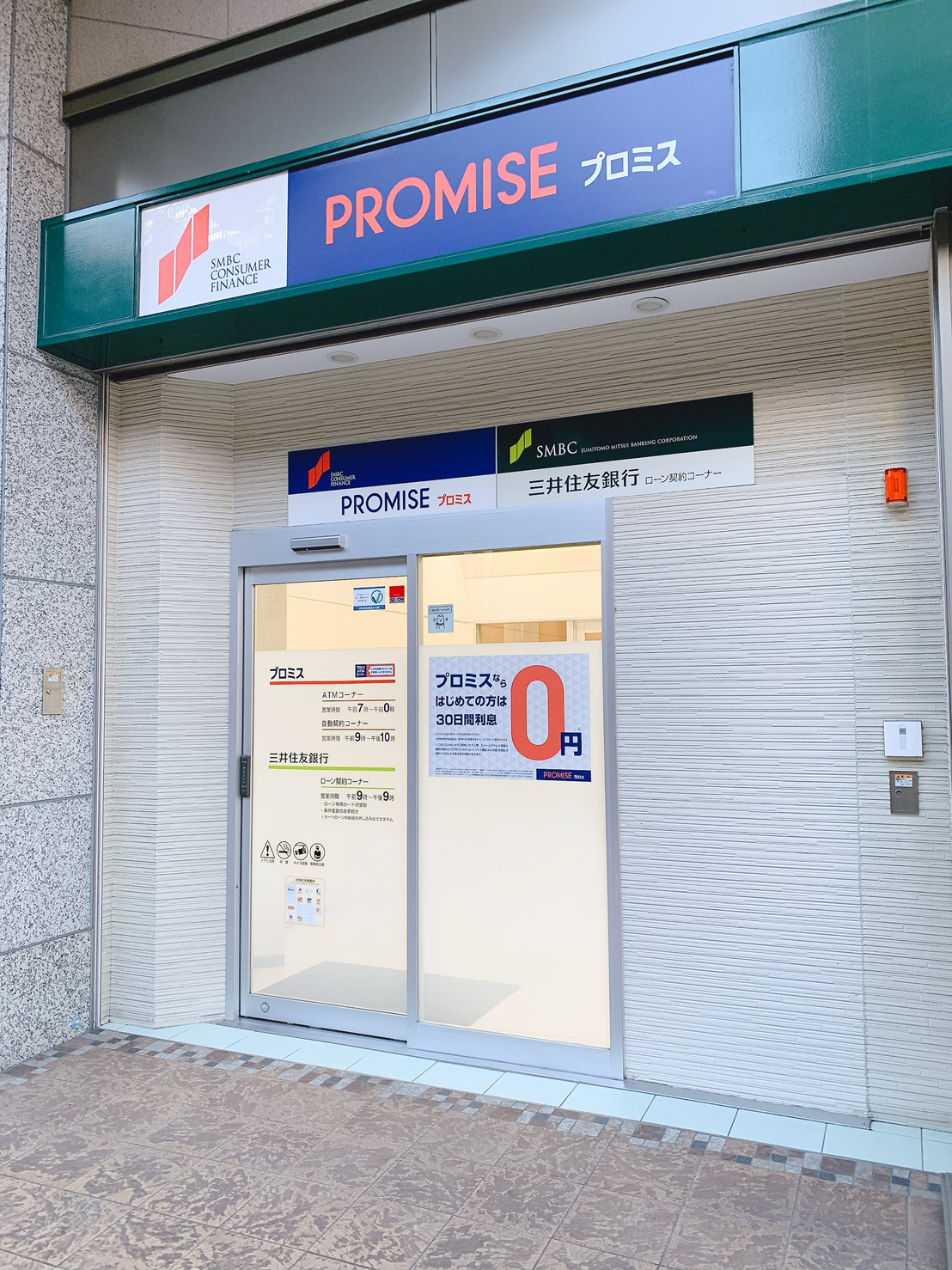
店舗の写真

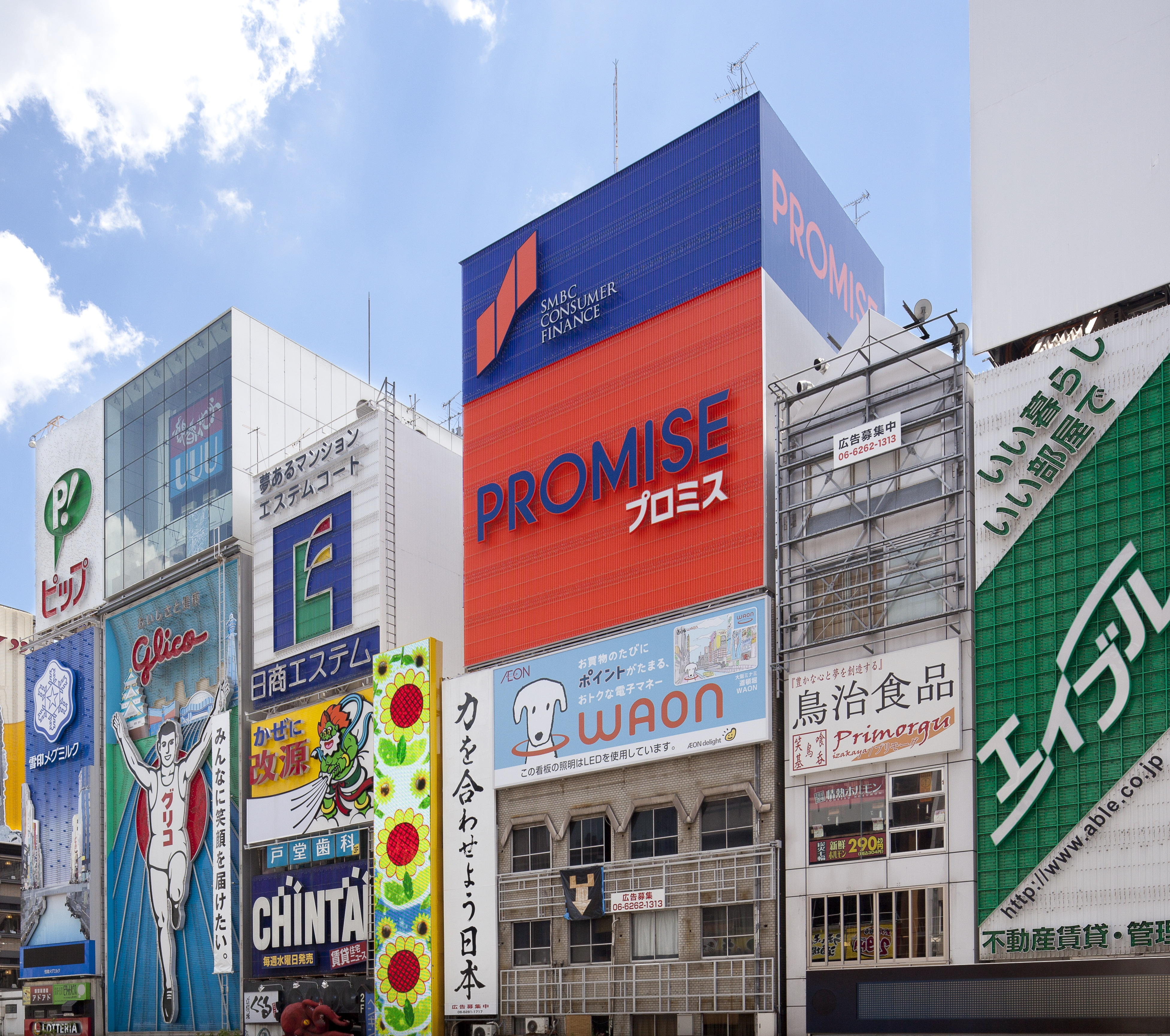
道頓堀の看板

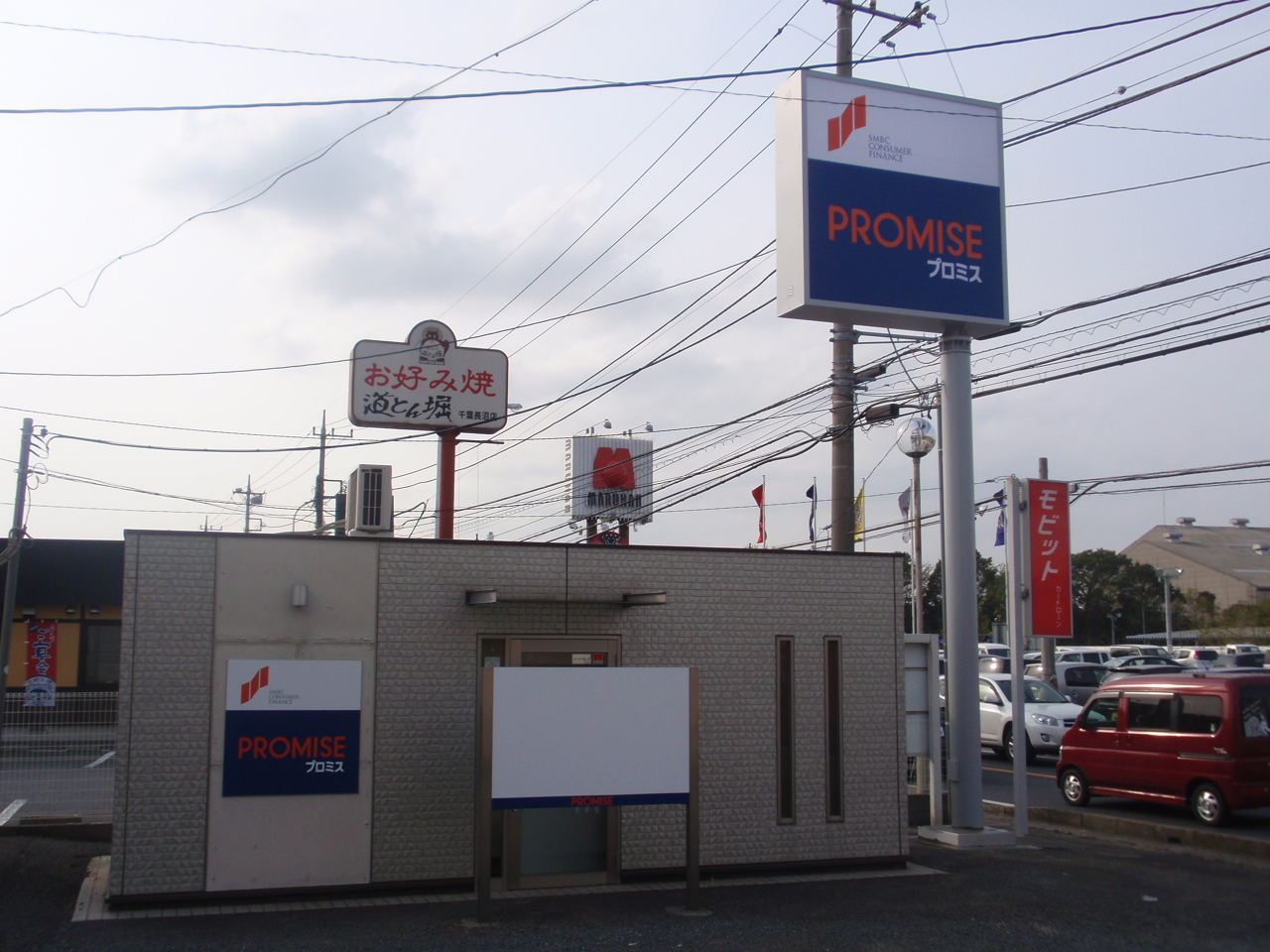
長沼原自動契約コーナー

SMBCコンシューマーファイナンス株式会社（エスエムビーシーコンシューマーファイナンス、英: SMBC Consumer Finance Co., Ltd.）は、東京都江東区豊洲に本社を置く、日本の消費者金融業者。

## 概要
三井住友フィナンシャルグループ（SMBCグループ）に属する。カードローン事業として、旧社名である「プロミス」の名称で消費者金融サービスを展開している。
メガバンクの三井住友銀行（SMBC）の関連会社であったが、2011年10月から11月にかけて実施された三井住友銀行による株式公開買い付け及び12月26日の三井住友銀行の親会社である三井住友フィナンシャルグループ（SMFG）に対する第三者割当増資により、両社の議決権保有比率は合計で97.77%となった。2012年4月1日に株式交換により三井住友フィナンシャルグループ（SMFG）の完全子会社となった。
2024年10月1日にSMBC グループのファイナンスビジネス再編により三井住友カード（SMCC）の完全子会社となった。なお、同じく消費者金融サービスのSMBCモビットは親会社である三井住友カードが展開している。

## 沿革
- 1962年
  - 3月20日 - 神内良一が大阪市都島区に「関西金融株式会社」（かんさいきんゆう）を設立（資本金250万円）。
  - 8月18日 - 関西金融株式会社を「関西商工株式会社」に商号変更。
- 1963年
  - 2月18日 - 関西商工株式会社を「関西プロミス株式会社」に商号変更。
  - 4月 - 「プロミスチェック」による消費者金融を創業。
- 1965年2月 - 本店を大阪市東区（現中央区）に移転。
- 1969年1月20日 - 「東京プロミス株式会社」（プロミスエージェント株式会社から商号変更）が発足、東京進出を果たす。
- 1970年6月19日 - 関西プロミス・東京プロミスの営業担当会社として「プロミス株式会社」を設立。
- 1971年8月1日 - 事業再編を実施し、（旧）関西プロミス株式会社を「プロミス株式会社」に、株式会社ジェイ・エッチ・ファイナンスを（新）「関西プロミス株式会社」に、それぞれ商号変更。プロミス、関西プロミス、東京プロミスの3社体制発足。
- 1972年3月 - 株式会社幸福銀行から初の銀行資金を導入。
- 1974年
  - 1月 - 関西プロミス株式会社と東京プロミス株式会社とが合併し、社名を「プロミストラスト株式会社」に変更。
  - 6月 - 消費者金融業界初のコンピューターシステムを稼動。
- 1978年12月21日 - （旧）プロミストラスト株式会社が（新）「プロミス株式会社」に、（旧）プロミス株式会社が（新）「プロミストラスト株式会社」に、それぞれ商号変更して、商号を入れ替える。
- 1979年
  - 4月 - 本店を大阪市北区に移転。
  - 9月 - 日本総合信販を設立（後にジーシーGCへ商号変更）。
  - 10月 - プロミストラスト株式会社の株式額面変更（額面500円から額面50円へ）の目的で、 小倉商事株式会社（兵庫県西宮市、資本金30万円）を買収。
- 1980年
  - 1月1日 - 休眠会社の小倉商事株式会社が、プロミストラスト株式会社、プロミス株式会社、トラスト株式会社、天満クレジット株式会社を合併し、社名を「プロミス株式会社」に変更。
  - 4月 - 店舗数100店を達成。
  - 6月 - 佐賀支店開設で全都道府県ネットワークが完成。
  - 8月 - 那覇支店にCD（現金自動出金機）を導入。
- 1982年
  - 2月 - 貸付金残高1,000億円を達成。
  - 3月 - 八重洲支店他3店にATM（現金自動入出金機）を導入。
  - 10月 - 貸付金残高2,000億円を達成。
- 1983年
  - 4月 - 本社組織を改革、東京本社（東京都千代田区）と大阪本社の2本社制を採用、主要部門を東京本社に移動。
  - 8月 - 自動与信システムを稼動。
  - 10月 - コンピューターシステムの全オンライン化を完了。
- 1984年1月 - 「貸金業の規制等に関する法律」による貸金業者の登録を完了。
- 1985年4月 - 2本社制を廃止し、本店を東京都千代田区に移転。
- 1995年2月 - 自動契約機「いらっしゃいまし〜ん」第一号を池袋西口店に開設。
- 1996年5月 - 完全子会社の「株式会社ネットフューチャー」を設立。
- 1998年
  - 6月 - 公式サイト「サイバーショップ プロミス」を開設。
  - 9月 - ファミリーマートでの入金収納代行サービスを開始、その後ローソンなど大手コンビニエンスストアでも入金収納代行サービスを開始。
- 1999年
  - 1月 - それまで使用していた青い看板を廃止し、黄色と黒で構成された2代目シンボルマーク制定、「黄色い看板プロミス」のテレビCM開始。
  - 6月 - ジーシーとの提携による「プロミスJCBカード」を発行開始。
  - 10月 - 「サイバーショップ プロミス」がiモードでのアクセスが可能に。
- 2000年
  - 2月 - 株式会社シンコウ（大阪市）の全株式を取得、完全子会社化。
  - 4月 - 東和商事株式会社（東京都）に出資。
  - 5月 - 株式交換により株式会社リッチ（大阪市）を完全子会社化。
    - シンコウ・東和商事・リッチの3社は2002年4月に合併して「株式会社ぷらっと」（存続会社はリッチ。現：株式会社クラヴィス）となる。
    - 三和銀行（現：三菱UFJ銀行）・アプラスとの合弁ローン会社「モビット」（現・SMBCモビット）を設立。
- 2001年12月 - 株式交換によりサンライフ株式会社（高松市）を完全子会社化。
- 2002年11月 - 日本経済団体連合会に加盟。
- 2003年8月 - 信販子会社の「ジーシー」をGEコンシューマー・ファイナンス (GECF、現:新生フィナンシャル) へ売却（後に同社に吸収され解散）。
- 2004年6月 - 三井住友フィナンシャル・グループ (SMFG) との戦略的提携を発表し、UFJグループから離脱。
- 2005年
  - 1月 - SMFGとの業務提携に基づき、アットローンの第三者割当増資を引き受け、51%の株式を取得し同社を子会社化。
  - 4月 - 三井住友銀行 (SMBC)・アットローンとの個人向けローン協業体制スタート、SMBCの営業店内に3社合同のローン契約機を設置。
  - 9月15日 - ジェーシービーとブランドカード発行契約を締結、「プロミスJCBカード」を自社直接発行化。
- 2006年11月6日 - 9月中間決算として、最終損益が連結1594億円の赤字（前年同期は313億円の黒字）となったことを発表。過払金返還に備えた引当金が2000億円超。2007年3月期通期の予想も1541億円の最終赤字で、上場以来初の赤字となる見込みである。
- 2007年
  - 9月 - SMBCをメインバンクとする同業の三洋信販株式会社に対して株式公開買付けを実施し買収。
    - なお、上記の買収・子会社化は朝日エンタープライズ株式会社（元は三洋信販創業家の資産管理会社で上記の買収の際にプロミスが子会社化したもの）を介した間接的なものである。

  - 12月 - 傘下とした三洋信販株式会社を、子会社である朝日エンタープライズ株式会社を介した株式交換により完全孫会社化。
- 2008年
  - 5月 - 社員（当時）2名が内部情報を悪用して特定した女性顧客に対する集団準強姦事件が発覚。
  - 6月10日 - 兵庫県芦屋市から、市税を滞納している同市在住の男性顧客が同社に返還した過払金を、同市に返還するよう訴えられた訴訟で、西宮簡裁が、同社に約31万円の支払いを命じる。[6]。
- 2009年
  - 3月 - 子会社であるタンポートなどとプロミスの貸付金債権の一部をネオラインキャピタルに譲渡。
  - 10月 - 社員の指名解雇通告（リストラ通告）が開始される。非公式であるが700人削減との声も。
  - 11月29日 - プロミスJCBカードのショッピング・決済サービス及び海外キャッシングの取扱いを終了（国内キャッシングは継続）。
- 2010年
  - 1月28日 - 事業構造改革プラン（有人店舗の全廃、従業員の3割削減、三洋信販などグループ会社の吸収合併等）を発表。
  - 10月1日 - 子会社・朝日エンタープライズ株式会社と、孫会社・三洋信販株式会社を吸収合併[7]。
- 2011年
  - 4月1日 - アットローン株式会社を吸収合併[8]。
  - 9月30日 - SMBCによる株式公開買付け[9]を経て、SMFGが株式交換でプロミスを完全子会社化を実施するための基本契約を締結[10]。
  - 10月18日 - SMBCによる株式公開買付けを開始。
  - 12月26日 - SMFGに対する第三者割当増資を実施。
- 2012年
  - 3月28日 - 上場廃止。
  - 4月 - SMFGとの間で株式交換を実施し、SMFGの完全子会社となる。
  - 7月1日 - 社名を「SMBCコンシューマーファイナンス株式会社」に変更[11]。社名変更後も「プロミス」のブランド名は継続となるが、ロゴデザインを「PROMISE」に改めた。
  - 11月6日 - 自動契約コーナーへの公衆無線LANサービス（ソフトバンクWi-Fiスポット）の導入を開始[12]。
- 2013年9月 - 本社移転（東京都千代田区大手町から東京都中央区銀座四丁目12番15号　歌舞伎座タワー22階~29階へ）
- 2014年3月1日 - 三菱東京UFJ銀行との合弁会社・モビット（後のSMBCモビット）から保証事業を三菱東京UFJ銀行側へ吸収分割した後、全株式を保有し完全子会社化[13]。
- 2021年10月 - 東京都江東区豊洲二丁目2番31号のSMBC豊洲ビルへ本社移転[14]。
- 2023年
  - 4月1日 - 株式会社SMBCモビットの全株式をSMFG傘下の三井住友カード株式会社へ譲渡（その後、同年7月に三井住友カード株式会社へ吸収合併され、「SMBCモビット」は同社のブランド名として残る）
  - 10月2日 - 広告表現の変更に伴い、ブランド名である「プロミス」のロゴを約11年3ヶ月ぶりにカタカナ表記に戻され、チアフルイエローと呼ばれる黄色のメインカラー（背景色）とジェントルブルーと呼ばれる青色のポイントカラー（文字色）を組み合わせたロゴへ刷新[15]。
- 2024年10月1日- SMBCグループ内での再編により、三井住友カードの完全子会社となる。[5]。

## 関連会社

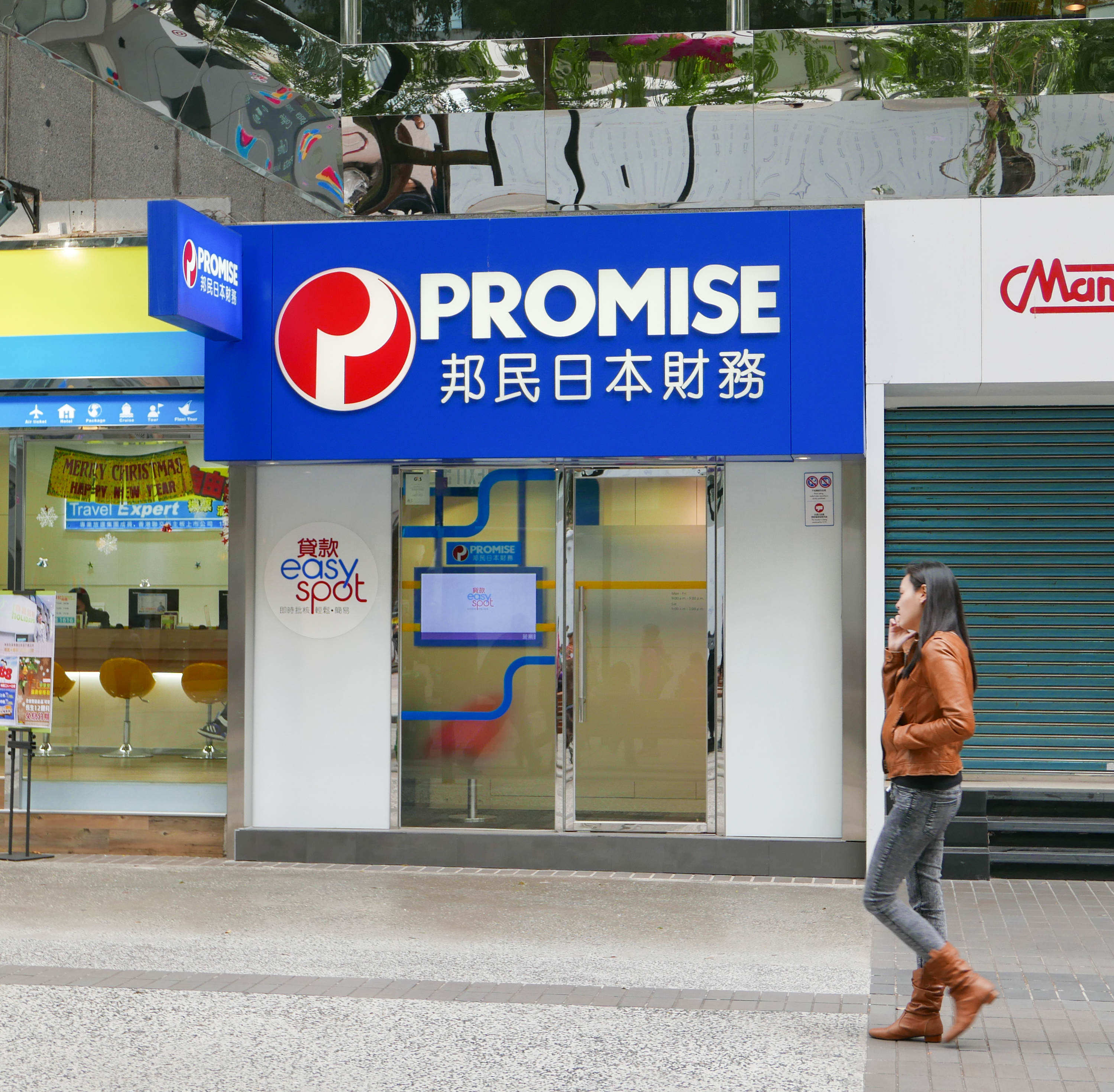
プロミス香港の店舗
日本においての1998年までの旧CIと同じ。

- 株式会社ネットフューチャー（100%子会社、テレマーケティング・ATM保守管理）
- アビリオ債権回収株式会社（完全子会社。旧三洋信販系の三洋信販債権回収が旧プロミス系のパル債権回収を吸収合併）
- PROMISE (HONG KONG) CO.,LTD
- 良京實業股份有限公司
- 普羅米斯資産管理股份有限公司
- PROMISE (THAILAND) CO.,LTD.
- PROMISE (SHENZHEN) CO.,LTD.
- PROMISE (SHENYANG) CO.,LTD.
- Promise Consulting Service (Shenzhen) Co.,Ltd.
- PROMISE (TIANJIN) CO.,LTD
- PROMISE (CHONGQING) CO.,LTD
- PROMISE (CHENGDU) CO.,LTD.
- PROMISE (WUHAN) CO.,LTD.
- PROMISE (SHANGHAI) CO.,LTD.

### かつての関連会社
- アットローン株式会社（50%出資子会社、三井住友銀行との合弁）
- 株式会社パルライフ - 2007年3月からカーコンビニ倶楽部の親会社になっていたがカーコンビニ倶楽部の株式は最終的に2011年林成治元社長に売却しグループ離脱。
- タンポート（旧ぷらっと→クオークローン、100%子会社） - 2009年4月からネオラインキャピタルの子会社になっている。
- サンライフ（100%子会社） - 2009年4月からネオラインキャピタルの子会社になっている。なお、現在の法人は同年7月に旧法人（ネオラインホールディングスに社名変更）から会社分割で新たに設立されたものである。
- 三洋信販株式会社（朝日エンタープライズを介して、100%間接保有）

クオークローン（タンポートをへて現クラヴィス）とサンライフは、プロミスの事業再編により2007年5月31日の営業を最後に新規受付を中止。同年9月30日限りで全店舗を閉鎖し事業終了。プロミス本体の利息が最大25.55%なのに対し、この両社は出資法の上限いっぱいの29.2%で貸し付けていたが、グレーゾーン金利の撤廃によりそれができなくなり、事業自体が継続不可能となったことが背景にある。この両社の債権はプロミス本社（一部はパル債権回収）に譲渡されることになる。
2009年4月1日付で、タンポート、サンライフの全株式とプロミス、パル債権回収が持つ2社の債権をネオラインキャピタルに売却した。株式の売却額はそれぞれわずか1円で、実質的には無償譲渡に近い。

### その他

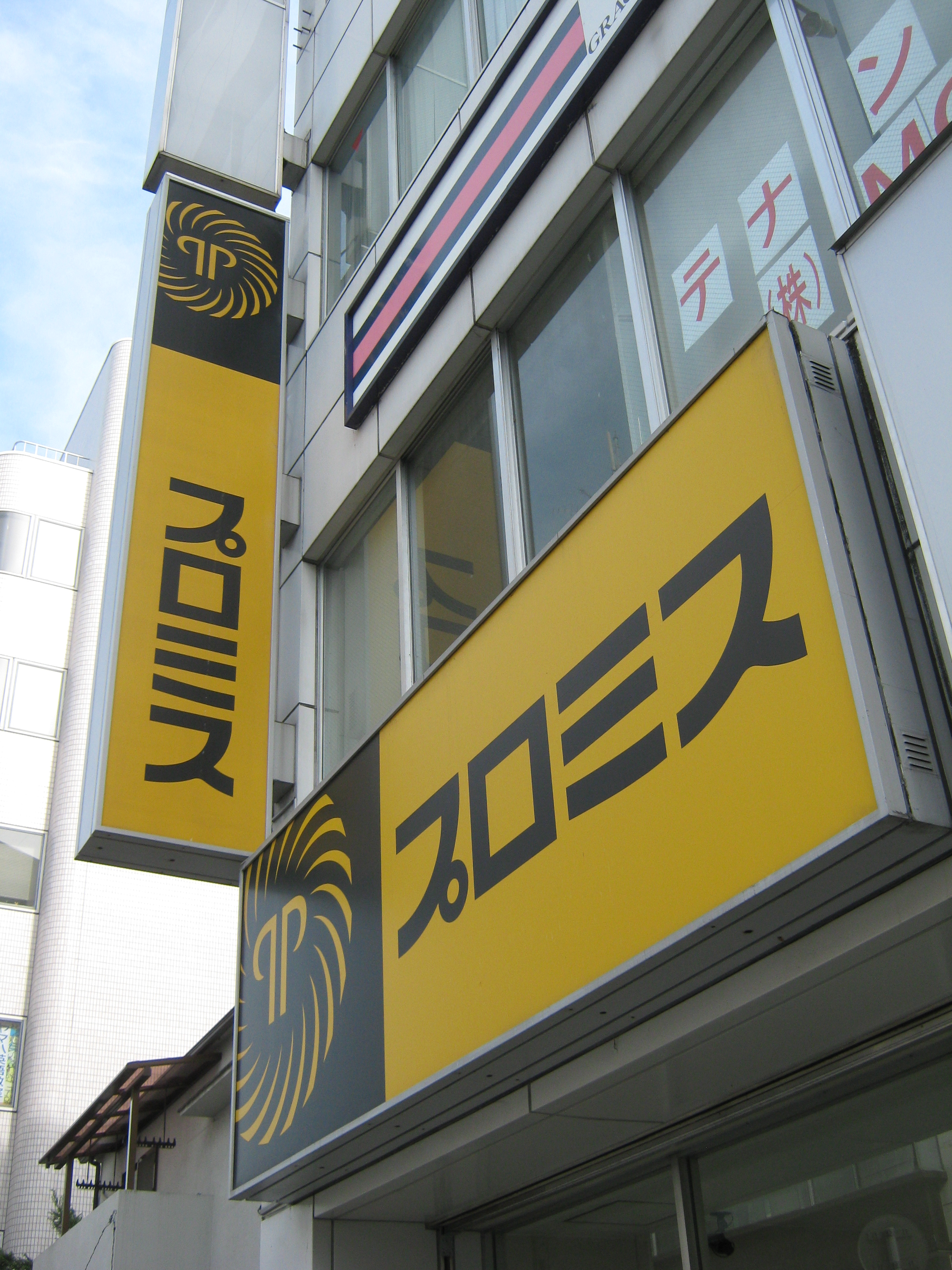
2代目シンボルマーク

1999年から2012年まで使用されたシンボルマークは必ず四方のどこかが見切れており、ごく一部の例外を除き正円のものは作られていない。理由は見切れている部分で、可能性や広がりを表現したためである。

## カードローン
カードローン事業として「プロミス」の消費者金融サービスを展開している。プロミスは、現金を必要とするユーザーにより早くサービスが提供できるよう、即日に融資できる時間を最短30分に短縮している。

## メディア

### CMキャラクター

#### 現在
PROMISE for your Future!（2018年7月 - ）
- バカリズム

プロミス号が行く!（2023年9月 - ）
- 浜田雅功（ダウンタウン）
- 小野花梨
- 嶋佐和也（ニューヨーク  2024年4月 - ）
- おばあちゃん（2024年4月 - ）
- ぼる塾（2024年4月 - ）
- 屋敷裕政（ニューヨーク  2024年7月 - ）

#### 過去
- 愛川欽也
- 渡辺祐子
- 立花理佐
- 内田有紀（ノンクレジット）
- マイケル富岡（いらっしゃいまし～ん）
- バカルディ（現さまぁ〜ず） - 「ヤリリン・クリリン」というアニメキャラクターの声、CMソングも担当
- 三田あいり・菊地康二（爺と姫シリーズ）
- 井上和香ほか
- 中川翔子 （2006年4月 - 2010年3月） コピーは「マネーにもマナーを」。AAA出演期間の間は広告のみ。
- 桐谷健太（大人のマナーシリーズ）※中川翔子とともに出演。
- AAA （2009年7月30日 - 12月頃） メンバー全員が出演、沖縄で撮影された。タイアップ曲「Summer Revolution」
- 清野優美（女性社員篇）
- 奥村知史（男性社員篇）
- カエル (キャラクター)（2011年5月 - 2012年春）

もっと! サービス向上委員会 (2012年7月 - 2014年８月)
- 相武紗季・鈴木あきえ・中川美樹・外岡えりか・原裕美子・吹越満

PROMISE (2014年8月 - 2018年3月)
- 谷原章介・ 勝地涼・ 柄本時生・森矢カンナ

なぜ家（2018年3月 - 2023年9月）
- 岡本玲・溝端淳平・西田尚美・ココリコ・高柳愛実

### 提供番組
2022年10月現在
日本テレビ系列
- 月曜から夜ふかし（2020年4月 - ）※同業者のアイフル、2022年10月からはアコム、SMBCモビットも提供。2022年4月からは22時台での放送（『しゃべくり007』からの引き継ぎ）。
- ダウンタウンDX（2022年4月 - ）※同業者のアコム、SMBCモビットも提供。アイフルも提供していた時期もあり。嘗てのプロミス時代にも提供時期あり。 読売テレビ制作。

TBS系列
- 水曜日のダウンタウン ※同業者のアコム、アイフル、レイクも提供。

フジテレビ系列
- 火曜は全力!華大さんと千鳥くん（2022年4月 - ）関西テレビ制作。
- 人志松本の酒のツマミになる話（2021年4月 - ） 同業者のアイフル、レイク、アコム、SMBCモビットも提供。（『ダウンタウンなう』からの引き継ぎ）。
- 土曜プレミアム（2021年4月 - ） 同業者のアイフル、レイク、三井住友銀行も提供。

#### 過去の提供番組
日本テレビ系列
- ザ!世界仰天ニュース
- 金曜ロードSHOW!
- 土曜ドラマ（2017年4月 - 2021年9月）※『日曜ドラマ』から移行。
- 幸せ!ボンビーガール ※同業者のアイフルも提供していた。→一撃解明バラエティ ひと目でわかる!!（2021年10月 - 2022年9月）
- しゃべくり007（2008年 - 2022年、22時時代） ※末期は同業者のアイフル、2020年9月まではJCB、2021年3月まではアコムも提供していた。
- エンタの神様
- 日曜ドラマ（2019年10月 - ）※同業者のアコムも提供。なお、一時降板時期あり。

テレビ朝日系列
- SmaSTATION!!
- ビートたけしのTVタックル ※プロミスグループとして。
- 土曜ワイド劇場
- やべっちFC〜日本サッカー応援宣言〜
- マツコ&有吉 かりそめ天国（前半ナショナルスポンサー）
- 金曜ナイトドラマ（前半ナショナルスポンサー）
- シルシルミシル ※2010年9月までは関東ローカルスポンサー。同年10月以降前半ナショナルスポンサーに昇格。
- おネプ!
- 『ぷっ』すま
- 日曜プライム（22時台固定スポンサー）※2018年4月 - 9月の間は、同業者の三菱UFJ銀行も提供だった。
- GO!オスカル!X21（関東ローカル）

TBS系列
- リンカーン→100秒博士アカデミー
- 櫻井・有吉 THE夜会
- 王様のブランチ

フジテレビ系列
- 火曜ワイドスペシャル
- トリビアの泉 ～素晴らしきムダ知識～
- とんねるずのみなさんのおかげでした
- 土ドラ
- ミレニアムズ→さんまのお笑い向上委員会
- ダウンタウンなう ※同業者のアコム、アイフル、レイクALSA、SMBCモビットも提供。
- 水10!
- 新堂本兄弟
- めざましテレビ（水曜）※関西ローカル
- ワイドナショー ※関東ローカル。

テレビ東京系列
- おはスタ（月曜第1部、火曜、水曜） ※自主規制前。
- ポケモンサンデー
- たけしの誰でもピカソ
- モヤモヤさまぁ〜ず2
- 勝抜き腕相撲（1980年代前半）

その他
- 鶴瓶上岡パペポTV（読売テレビ、関西ローカル）
- プロバスケ! bjリーグtv（BSフジ）

他